# Воронцовский дворец (Алупка)
Воронцо́вский дворе́ц расположен в г. Алупке (Крым) у подножия горы Ай-Петри. Построен из диабаза, который добывался неподалёку. С 1956 года во дворце находится музей. При Воронцовском дворце находится парк — памятник садово-паркового искусства. С декабря 1824 года по апрель 1851-го Воронцовский парк в Алупке создавал талантливый немецкий садовод-ботаник, главный садовник Южного берега Крыма — Карл Антонович Кебах.

## Архитектура дворца
Дворец возводили с 1828 по 1848 год в качестве летней резиденции видного государственного деятеля России, генерал-губернатора Новороссийского края графа Михаила Семёновича Воронцова.
Граф был англоманом, образование получил в Англии и поэтому, остановив начатое строительство по традиционному классицистическому плану, заказал проект английскому архитектору Эдварду Блору. В английском искусстве того времени набирало силу движение «готического возрождения» и стиль Нео-Тюдор, апеллирующий к Тюдор-Ренессансу в Англии XVI столетия. 

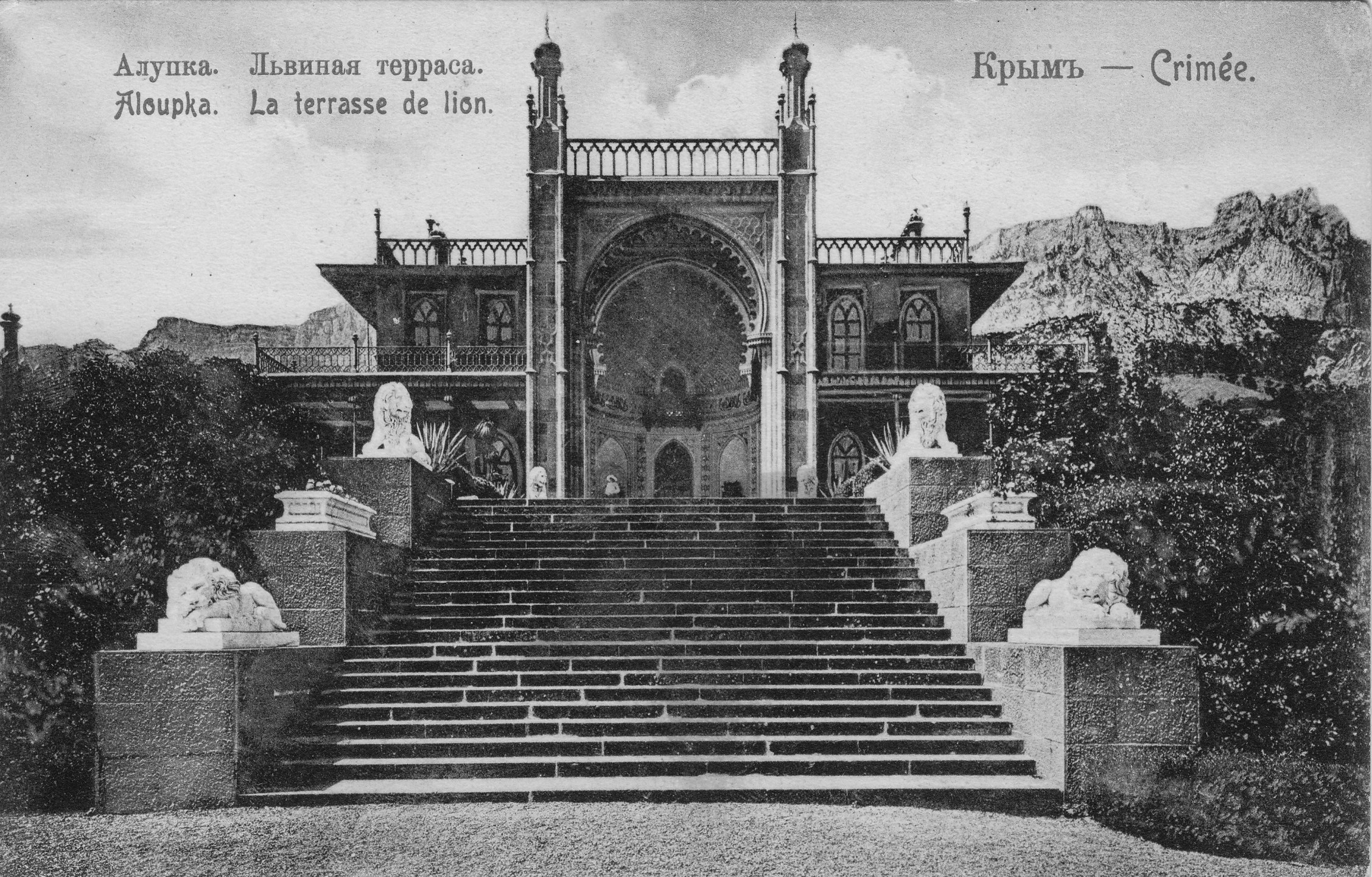
Воронцовский дворец. Главный портал "Альгамбра" с львиной террасой. Фотография 1910-1913 годов

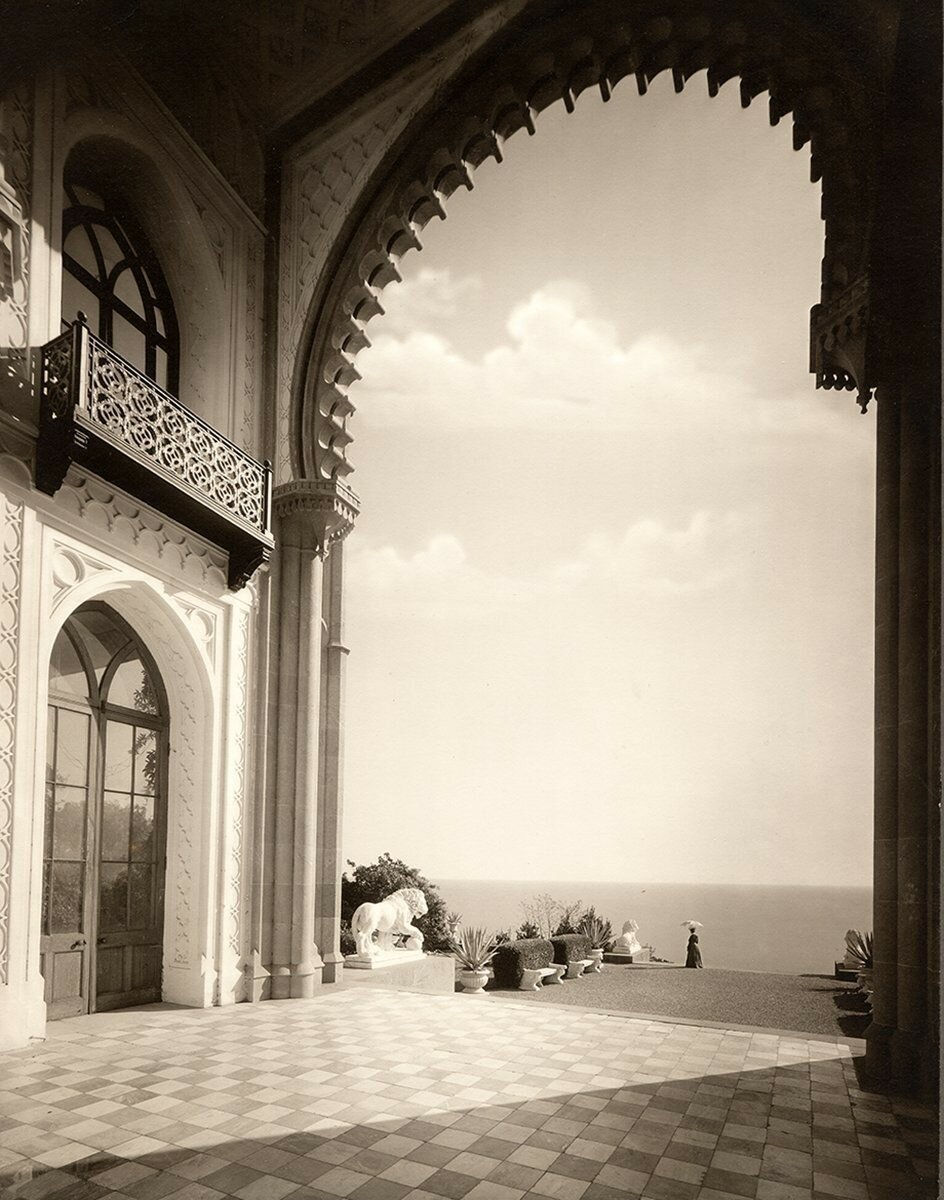
Вид из "Альгамбры". Фотография 1898-1902 годов

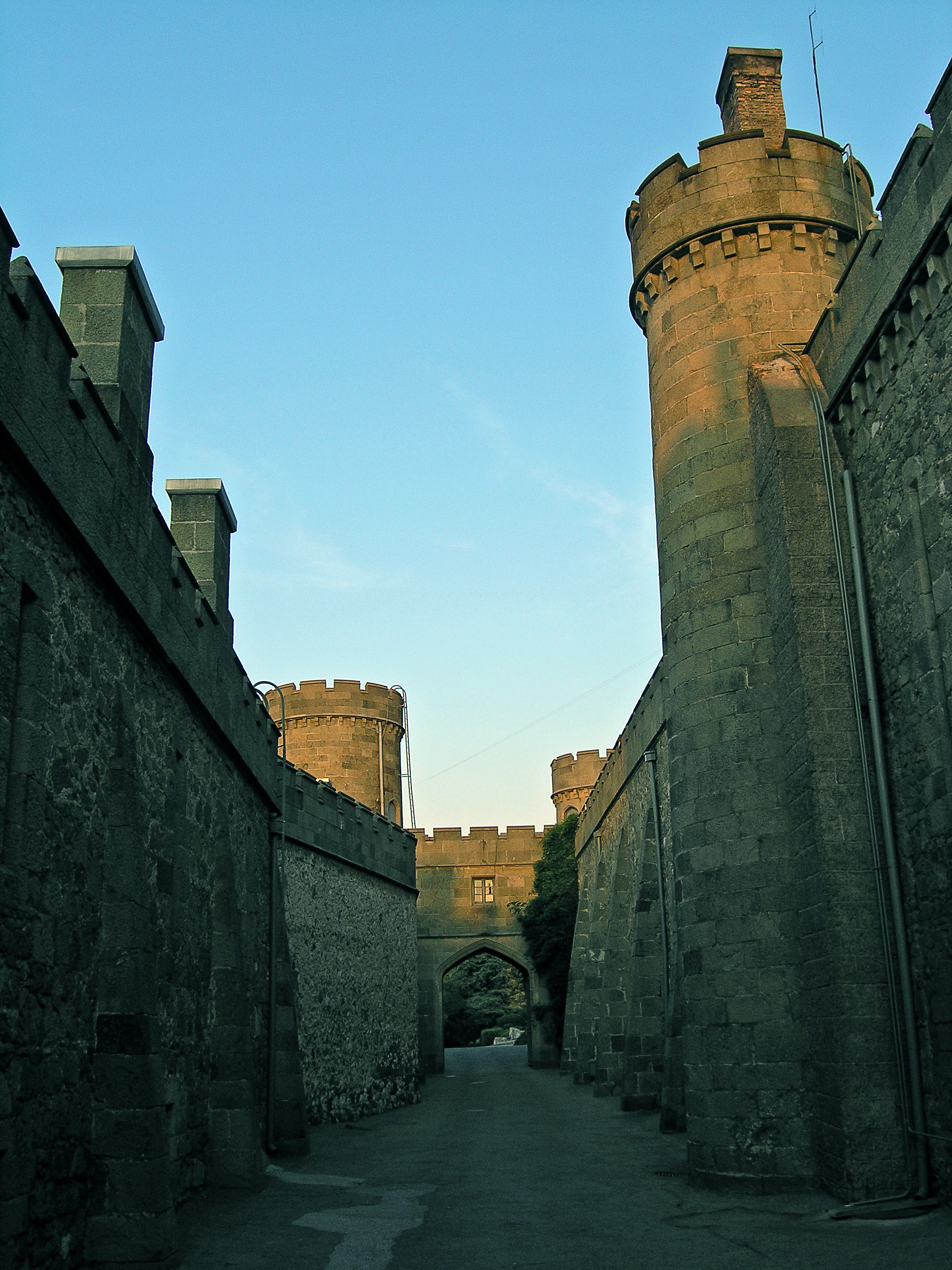
Шуваловский проезд

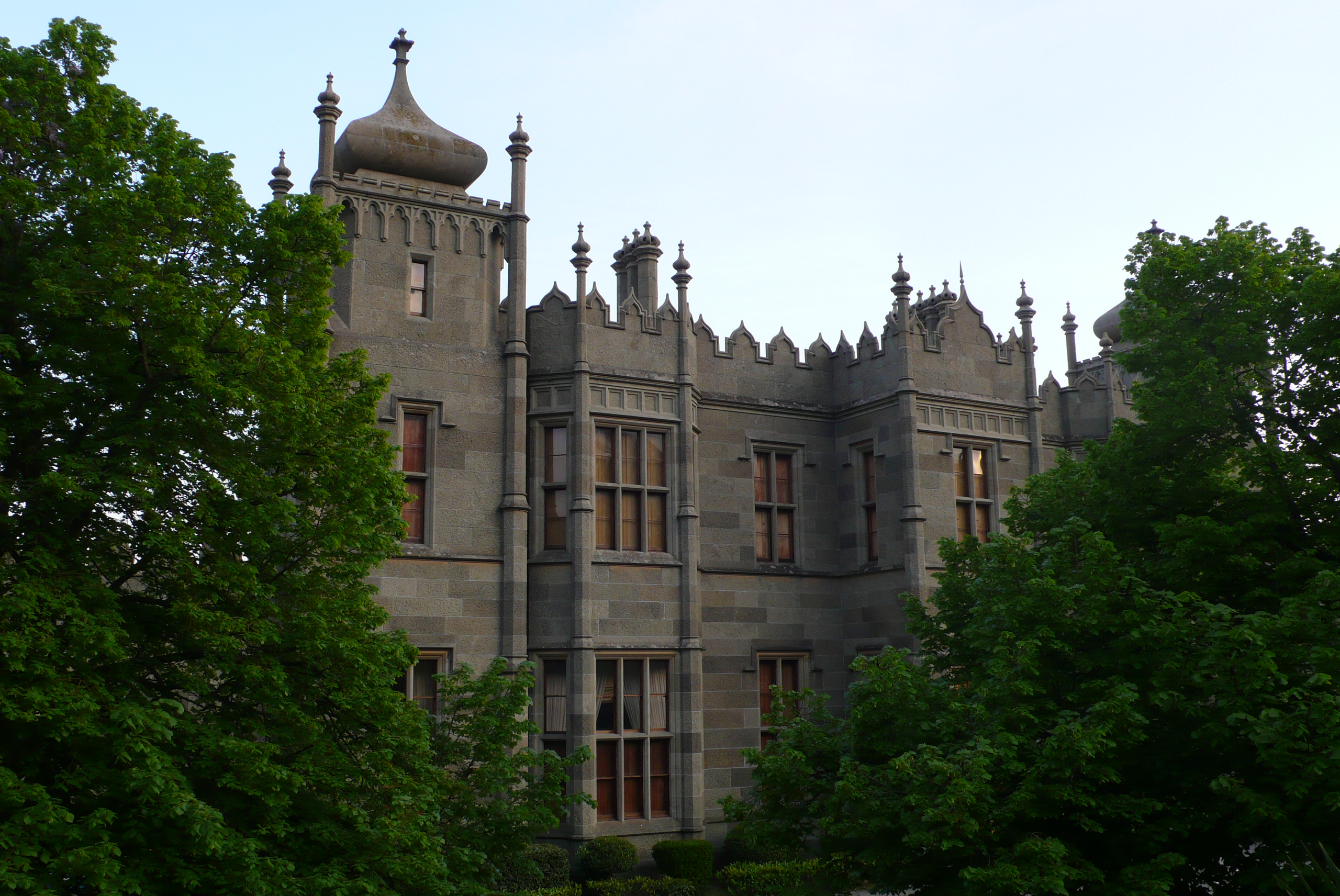
Северный фасад

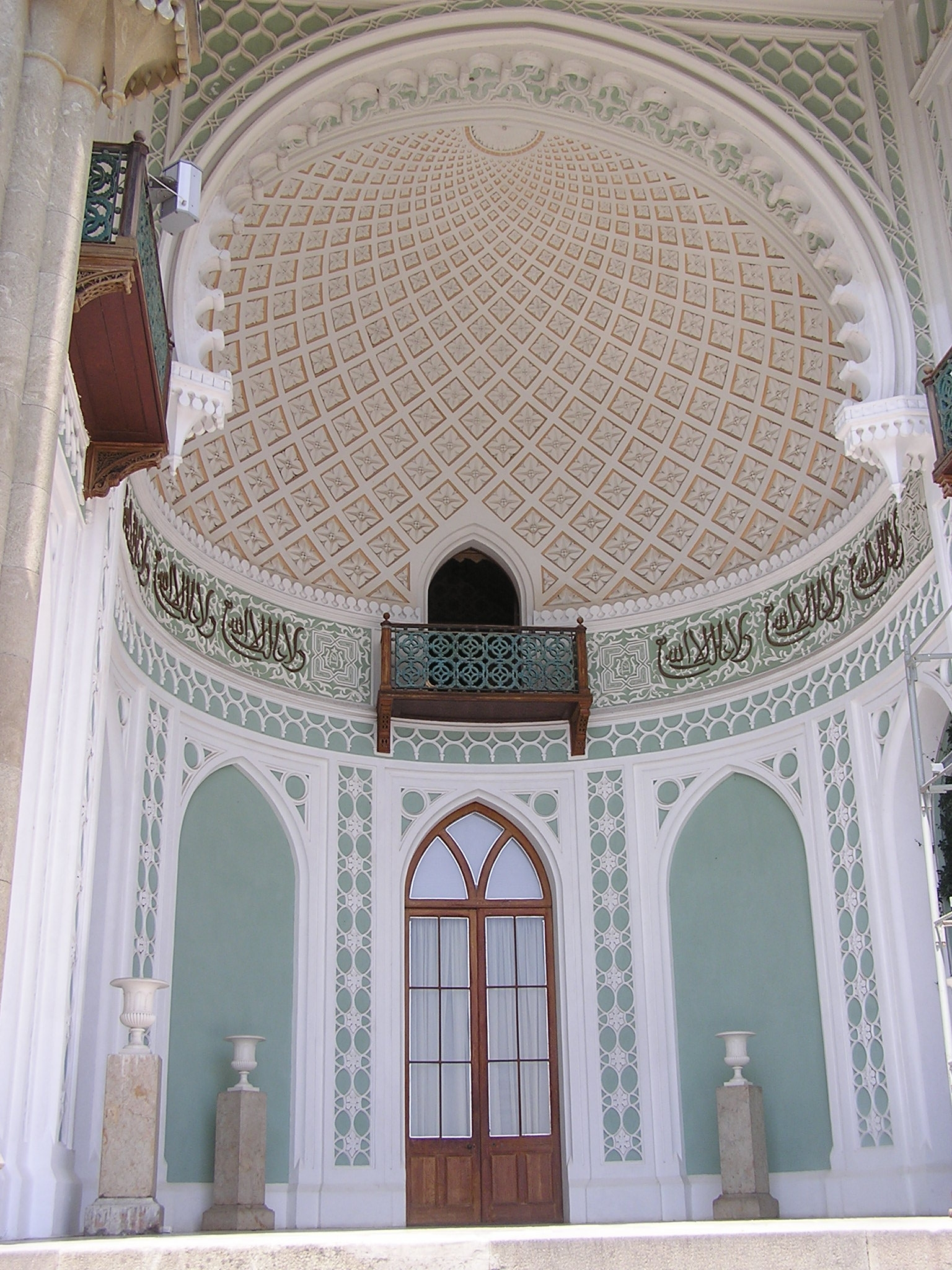
Вид "Альгамбры" (главного портала)

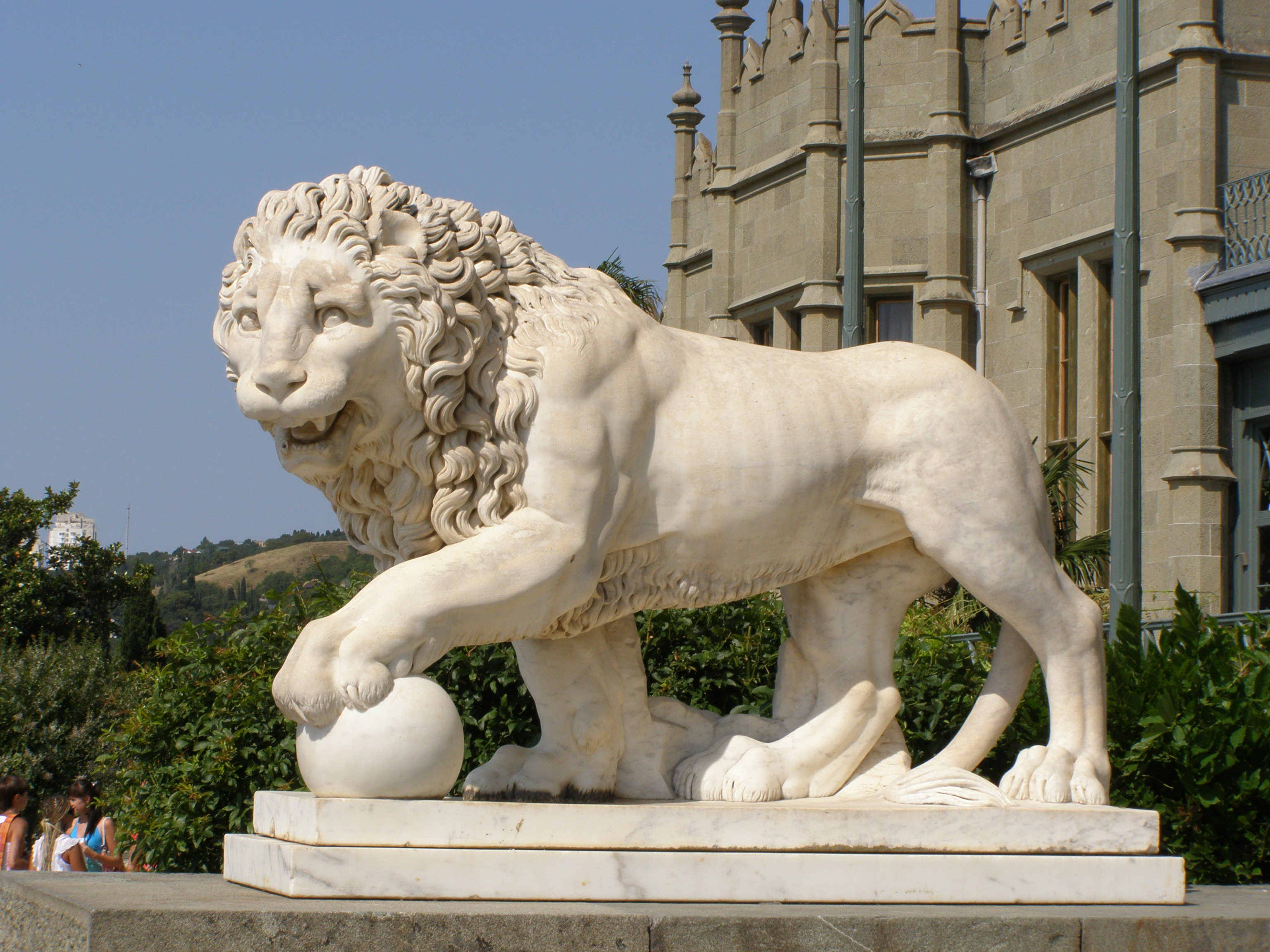
Мраморный лев на южной террасе

В этом стиле архитектор Блор и выполнил проект, в 1832 году отослав его в Россию. В Алупку он не приезжал и на месте строительством руководил англичанин Уильям Гунт (Уильям Хант).
Однако, согласно идеологии и эстетике периода историзма, «стиль Тюдоров» смешался с иными источниками, которые диктовала сама местность. Поэтому в законченном облике дворца сказались веяния неомавританского стиля, обусловленного историей Крыма. Так «готические» дымовые трубы напоминают миниатюрные исламские минареты. Благодаря необычному силуэту с «мавританскими» куполами, более похожими на индийские, и башнями дворец органично вписался в окружающий горный ландшафт.
Главный портал согласно пожеланию заказчика оформлен «в мавританском вкусе». Большая ниша, подобная михрабу мечети или среднеазиатскому пештаку, оформлена подковообразной аркой, наверху — балюстрада из полуготических-полумавританских арочек и башенки-минареты. В орнаментальной резьбе по ганчу в нише переплетаются рисунок тюдоровского цветка и мотив лотоса. Фриз украшает шестикратно повторенная арабская надпись: «И нет победителя кроме Аллаха», заимствованная из дворца в Альгамбре.
Воронцовский дворец является группой построек, растянувшейся вдоль террасного уступа гористого участка с запада на восток. Неоготический стиль стал основой для Хозяйственного корпуса, северного фасада Шуваловского корпуса и всего Шуваловского проезда (по фамилии дочери владельца Софьи Михайловны Воронцовой, в замужестве графини Шуваловой). Неомавританский стиль более выражен в южном фасаде Главного корпуса с монументальным порталом, отчасти — в его же северном фасаде и оформлении Библиотечного корпуса. В тюдоровском стиле оформлен южный фасад Шуваловского корпуса и некоторые элементы северного фасада Главного корпуса.
Со стороны Парадного двора открывается великолепная панорама гор, вершина Ай-Петри выглядит «вмонтированной» в своеобразную раму, границами которой служат часовая башня, восточный флигель и подпорная стена с фонтаном в центре. По мере продвижения в глубь комплекса чувствуется постепенное изменение стилей. Обогнув стену дома, из Англии можно попасть в Турцию, а из Средневековья — в Новое время.
Художественный образ Воронцовского дворца в 1830-х годах в России воспринимался как чудесная сказка по ассоциации с модными тогда романами Вальтера Скотта и арабскими сказками «Тысячи и одной ночи». Он отражал идеи европейского романтизма и интерес к восточным стилям.
Южная парадная лестница дворца связывает верхнюю часть комплекса с нижней, приморской. Летом 1848 года на лестнице были установлены шесть мраморных фигур львов-стражей, выполненных в Италии, в мастерской скульптора Винченцо Бонанни. Они расположены попарно: первые (внизу) ещё сладко спят, два (посередине) просыпаются, а два наверху грозно поднимаются. На одном из постаментов спящего льва нанесена итальянская надпись «Leoni che seguiti in Carrara da V.S. Bonanni» (Львы, созданные в Карраре В. С. Бонанни).

## Этапы строительства дворца
На первом этапе строительства были заложены фундаменты по проекту — архитекторов Франческо Боффо и Томаса Харрисона). Непосредственным исполнителем работ стал архитектор Ф. Ф. Эльсон.
Строительство Главного корпуса — его центральной части и Парадной столовой — началось в 1833 году и закончилось в основном к 1841 году. В 1841—1842 годах к столовой была пристроена бильярдная. В 1838—1844 годах строили гостевой корпус, восточные флигели, все башни дворца, пятиугольник хозяйственных корпусов и осуществляли оформление парадного двора. В 1824—1841 годах на территории усадьбы возводили Азиатский павильон, Чайный домик, «индийскую мечеть» и православную церковь в «греческом духе». Последним был построен библиотечный корпус (1842—1846).
Самый большой объём земляных работ был осуществлён с 1840 по 1848 год с помощью солдат сапёрного батальона, которые соорудили террасы парка перед южным фасадом дворца. Однако отделочные работы в интерьерах, а также сооружение других корпусов затягивали окончательное завершение проекта. Главный корпус был завершен к 1848 году.
В строительстве дворца использовался труд оброчных крепостных из Владимирской и Московской губерний. К постройке привлекались потомственные каменотёсы и камнерезы, имевшие опыт строительства и рельефной отделки белокаменных соборов. Все работы производились вручную, примитивными инструментами.
Список мастеров, работавших на строительстве дворца в 1828—1848 гг.:
- Гаврилов Иван — каменщик
- Дементьев Алексей — каменотёс
- Иванов Ермолай — резчик по камню
- Лапшин Яким — мебельщик
- Мухин Наум — столяр
- Петров Гаврил — каменщик
- Тесленко Максим — столяр
- Фуртунов Роман — лепщик
- Шанаев Тимофей — каменщик

## Интерьеры дворца

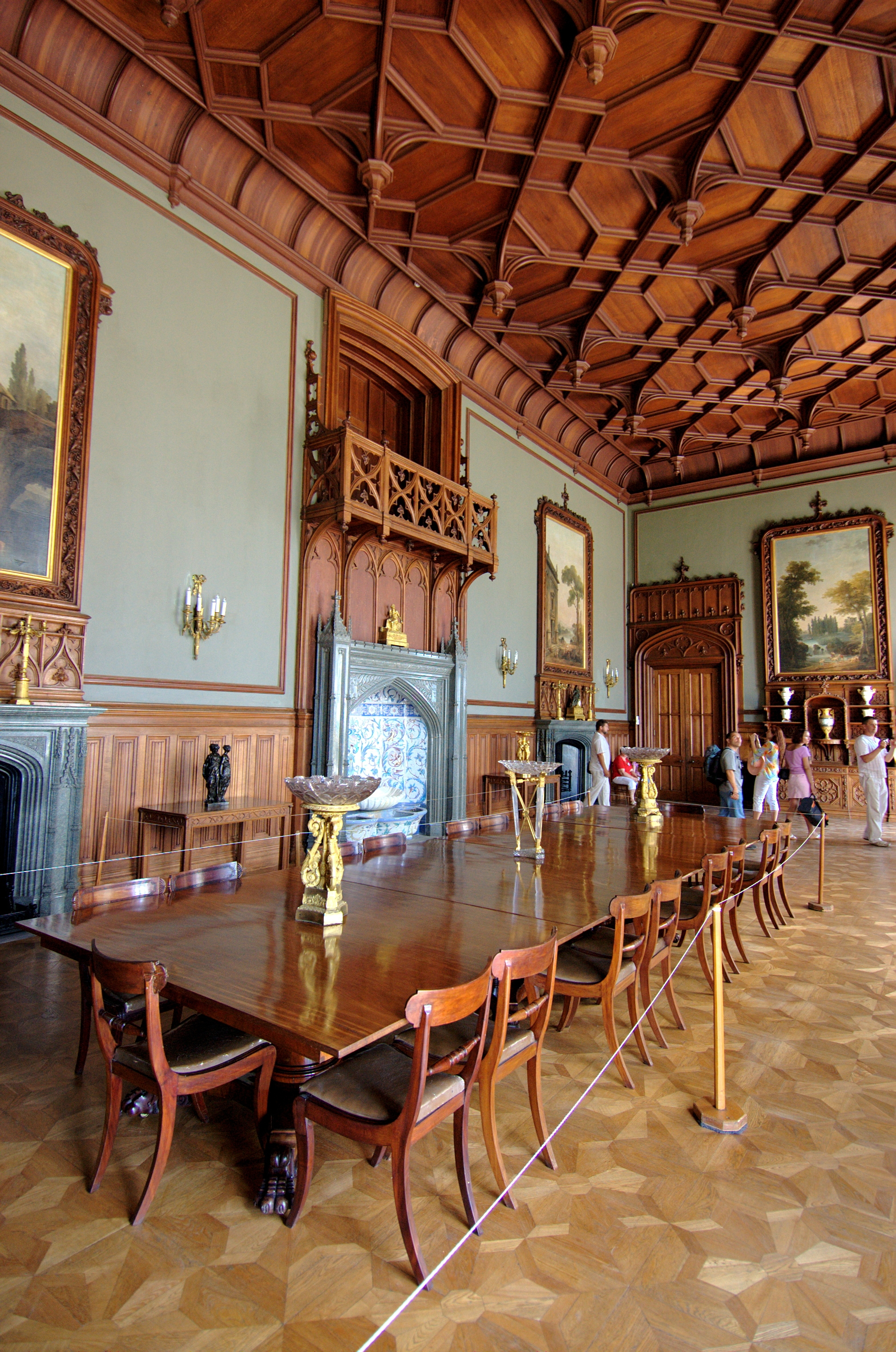
Парадная столовая дворца

Парадные интерьеры дворца почти полностью сохранили свою первоначальную отделку. Каждая из комнат имеет особенный, только ей присущий колорит, отразившийся в названиях: Китайский кабинет, Ситцевая комната, Зимний сад, Голубая гостиная. Парадная Столовая напоминает убранство рыцарских залов в средневековых замках. Стены Столовой, камин и десюдепорты оформлены деревянными резными панелями, как и плафон комнаты, в неоготическом стиле. Резная мебель, также в стиле неоготики, выполнена русскими мастерами в Одессе. Резные деревянные «готические» рамы оформляют четыре больших картины французского пейзажиста-романиста Юбера Робера.
Во дворце сохранилась библиотека, небольшая, но ценная коллекция фарфора, собрание картин, а также изделий английской и французской бронзы в стиле ампир.

## История дворца после постройки

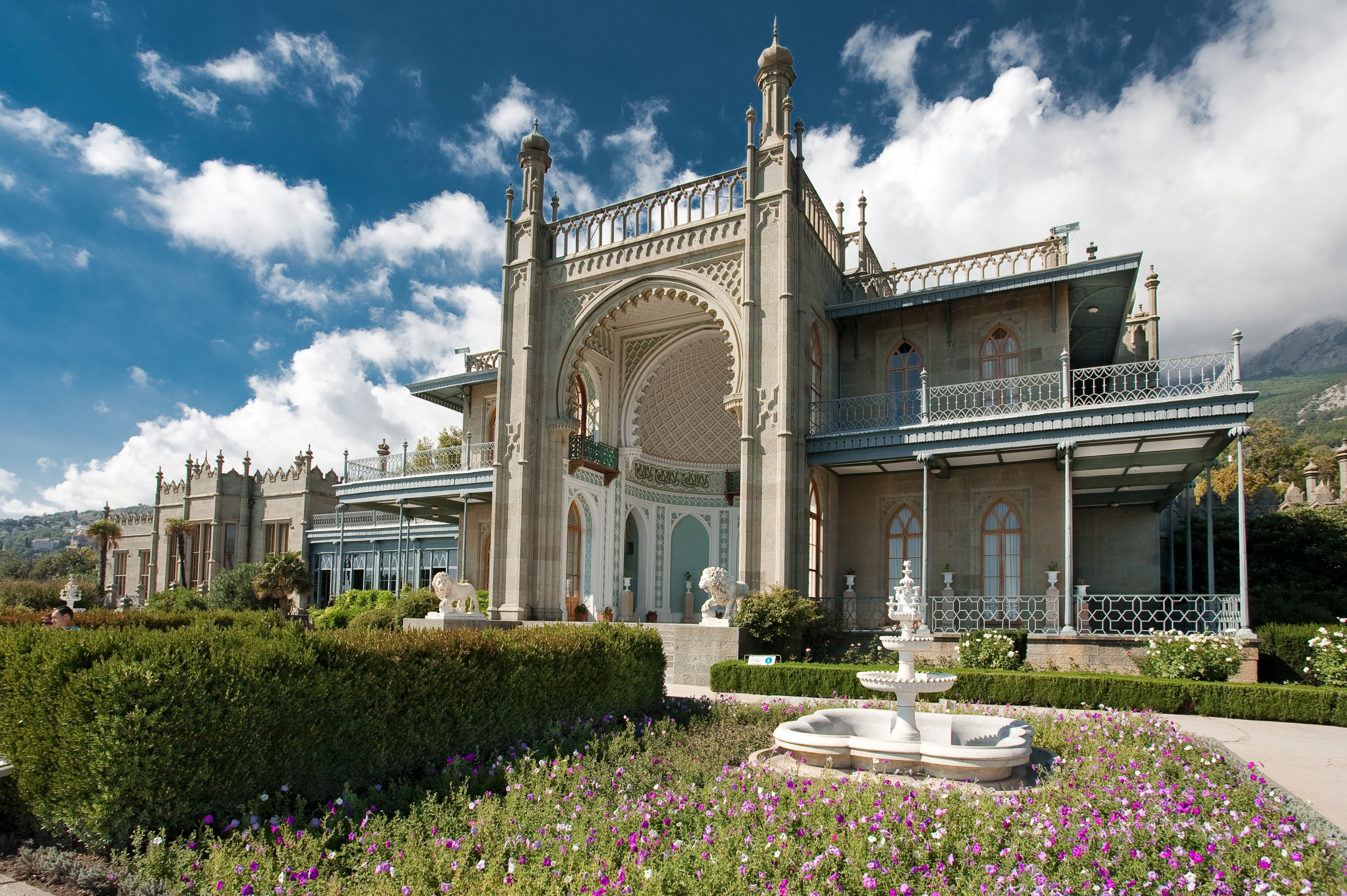
Южный фасад дворца

До Октябрьской революции Воронцовский дворец принадлежал трём поколениям семьи Воронцовых. После установления Советской власти Воронцовский дворец был национализирован. В середине 1921 года в Воронцовском дворце был открыт музей.
В 1941 году началась Великая Отечественная война. Эвакуировать экспонаты музея из Алупки, как, впрочем, и из многих других музеев Крыма не успели. Дважды музей подвергался угрозе разрушения, и оба раза спасал его старший научный сотрудник музея С. Г. Щеколдин. Оккупанты вывезли большое количество экспонатов из музея. В 1944 году на допросе Щеколдин предоставил опись похищенного органам НКВД. При этом ущерб в ценах 1944 года был оценен в 4980000 рублей.
С 4 по 11 февраля 1945 года, во время Ялтинской конференции, Воронцовский дворец стал резиденцией английской делегации во главе с Уинстоном Черчиллем. С 1945 по 1955 годы здание использовали в качестве государственной дачи.
В 1956 году по решению правительства во дворце вновь стал работать музей, с 1990 года — под названием: Алупкинский дворцово-парковый музей-заповедник.

## Алупкинский парк

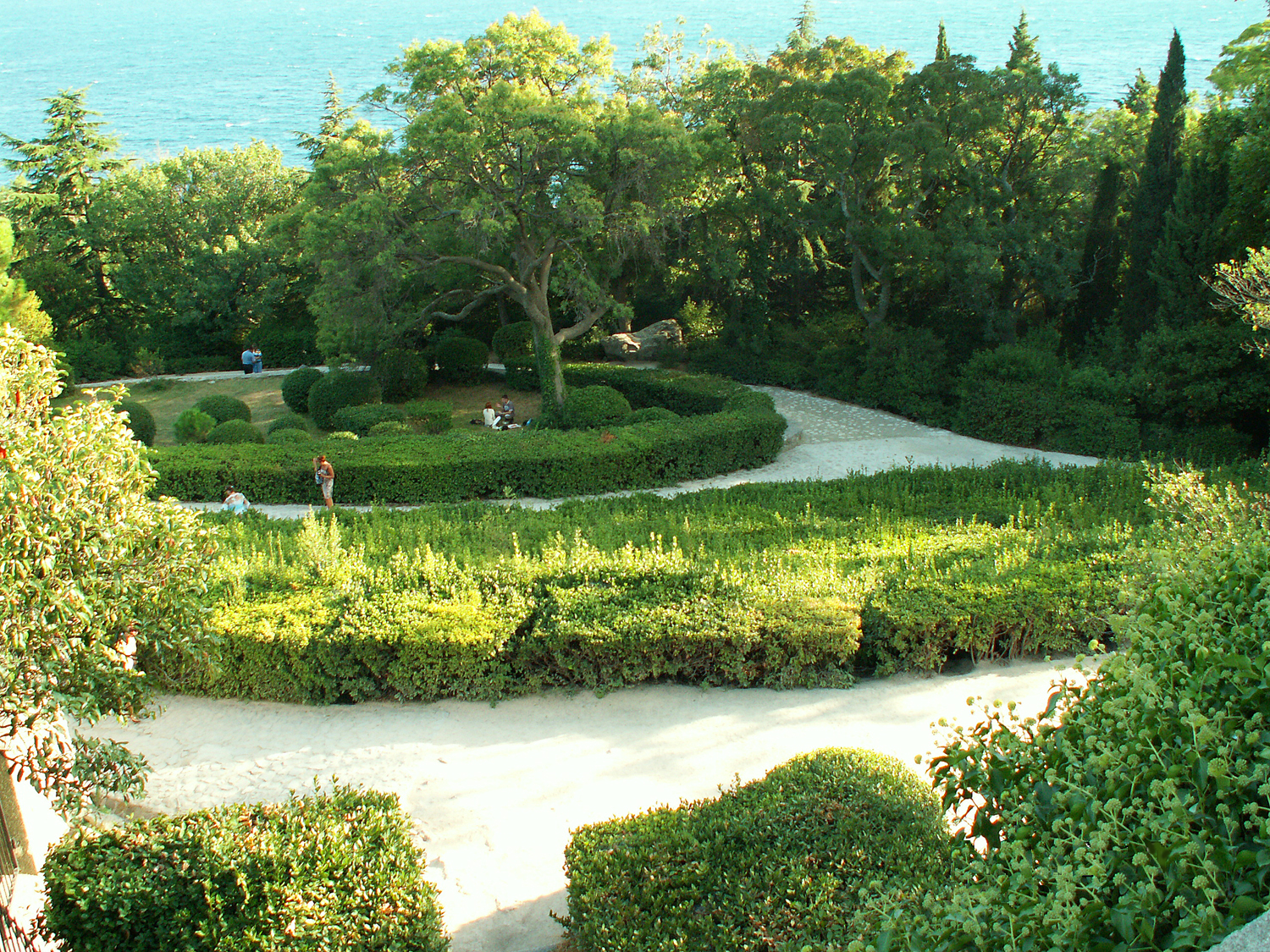
Алупкинский парк

Алупкинский парк поднимается уступами от моря на высоту до полукилометра. Он делится на две части. Регулярный сад расположен на ближайшем к дворцу участке и южных террасах. Отдалённые земли усадьбы занимал пейзажный парк английского стиля, шедевр садово-паркового искусства. Его создатель — немецкий ботаник и садовник Карл Антонович Кебах. Площадь парка около 40 га. Помимо английского, был создан уникальный сад камней, или «алупкинский хаос» («большой» и «малый»), в котором использованы природные нагромождения глыб диабаза. «Дикие» россыпи камней нижнего парка с «живописными группами сосен, дорожки, затейливо петляющие среди глыб базальта, пещеры, гроты и ручейки, экзотические растения — всё создаёт ощущение таинственности».
Ф. Эльсону принадлежит проект построенного в 1829 году Чайного домика — павильона в классическом стиле на берегу моря, У. Ханту — проект фонтана «Трильби». От этого фонтана в глубину парка уходила пергола для роз, установленная в 1833 году по инициативе Н. А. Гартвиса — директора Никитского ботанического сада, который внёс большой вклад в оформление Воронцовского парка. Главным элементом этой части Верхнего парка является каскад из трёх прудов к востоку от Большого Хаоса (с фонтаном-пирамидой У. Ханта, предположительно 1836 года постройки). Верхний парк соединяется с Большим и Малым Хаосами. «Хаосы» — природные россыпи крупных кусков магматической породы — были «вплетены» в структуру парка, создавая лабиринт из дорожек и тропинок.
К северу от Главного корпуса, западнее Хаосов, в 1848 году по проекту У. Ханта построен каменный «Павильон над бассейном» и примыкающий к нему с севера подводивший воду акведук. Мраморные фонтаны «Амуры», фонтан слёз, ассоциирующийся с Бахчисарайским «фонтаном слёз», восточный и западный каскадные фонтаны, «лунный камень», «Античные колоннады» дополняли парковый ансамбль.

## Экспозиции музея

Дар Барона Фальц-Фейна Воронцовскому дворцу

В Алупкинском музее существует несколько постоянных экспозиций. Девять парадных залов знакомят с бытом первых владельцев дворца и характером дворцовых интерьеров 30—40-х годов XIX века. В бывшем гостевом корпусе работает стационарная выставка «Фамильная галерея Воронцовых». В отдельных залах экспонируется «Дар профессора В. Н. Голубева» (русский и советский авангард), живопись Я. А. Басова «Поэзия пейзажа», художественные выставки «Украинская живопись», «Вдыхая розы аромат» (цветы в живописи). В парковом павильоне «Чайный домик» — выставки «Карты крымского полуострова», «Воронцовы и русские адмиралы», «Морские баталии» XVIII—XIX вв.
В 2007 году в Шуваловском флигеле открыта новая музейная экспозиция «Дом графа А. П. Шувалова». В её основе — не выставлявшиеся ранее предметы убранства и личные вещи Воронцовых, Шуваловых, Воронцовых-Дашковых. В интерьерах дома представлены произведения искусства, отражающие стилевые особенности жилых помещений дворцов середины XVIII века.
Собрание Алупкинского дворцово-паркового музея-заповедника составляет почти 27 тысяч экспонатов основного фонда, a мемориальная библиотека М. С. Воронцова насчитывает более 10 тысяч книг.
Одна из картин музея — «Портрет князя Григория Потёмкина» кисти Левицкого — подарена ему бароном Фальц-Фейном.

## Воронцовский дворец в кинематографе

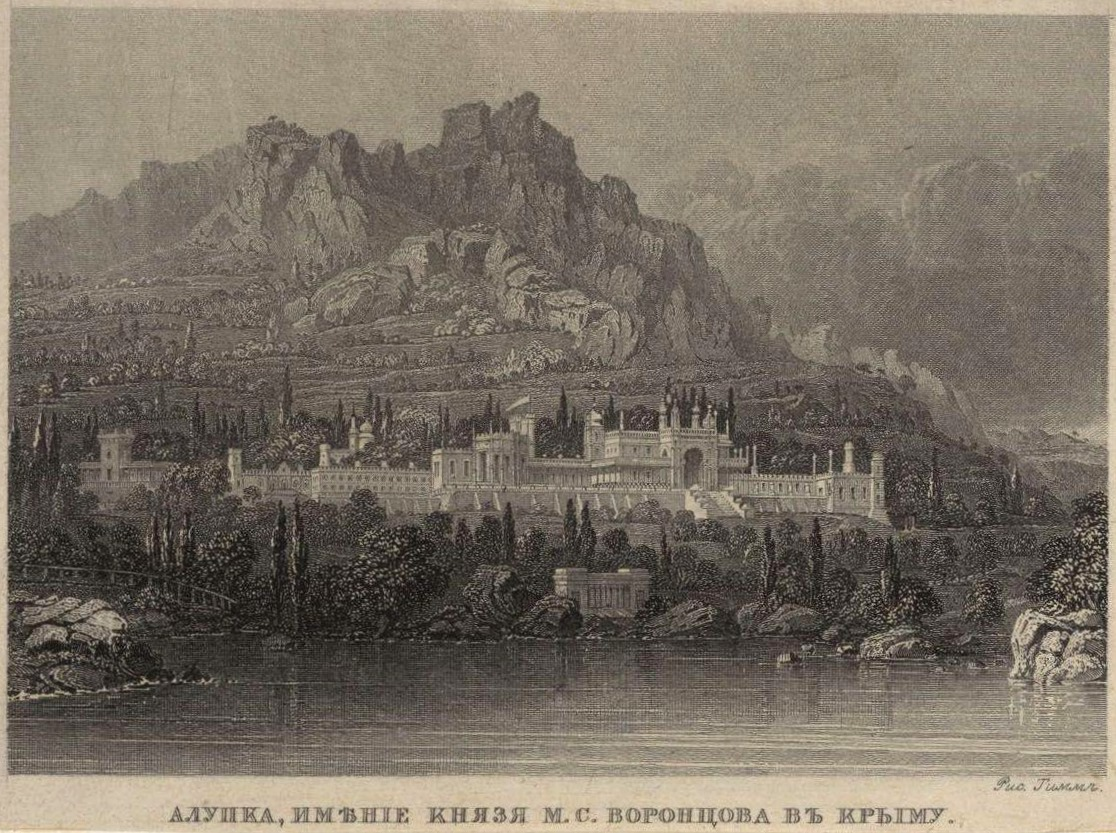
Имение князя М.С. Воронцова с моря. Рисунок 1850-х гг.

Территория дворца и прилегающего парка часто используется при съёмках фильмов. Среди самых известных работ:
- 1930 — Праздник святого Иоргена
- 1958 — Новые похождения Кота в сапогах
- 1961 — Алые паруса
- 1964 — Обыкновенное чудо
- 1964 — Гамлет
- 1972 — Печки-лавочки
- 1976 — Небесные ласточки
- 1983 — Академия пана Кляксы
- 1985 — После дождичка в четверг
- 1986 — Путешествие пана Кляксы
- 1987 — Десять негритят
- 1987 — Асса
- 1987 — Мио, мой Мио
- 1991 — Тень, или Может быть, всё обойдётся
- 2003 — Безумный день, или Женитьба Фигаро
- 2005 — Фаворский
- 2008 — Сафо
- 2009 — Гамлет. XXI век
- 2014 — Беловодье. Тайна затерянной страны
- 2015 — Беловодье. Источник познания

## Воронцовский дворец в филателии

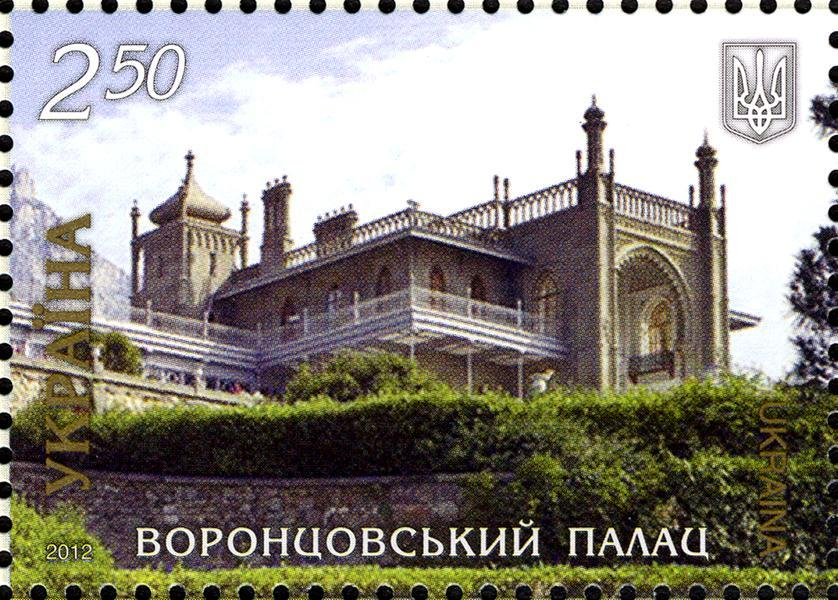
Почтовая марка Украины 2012 г. Воронцовский дворец.
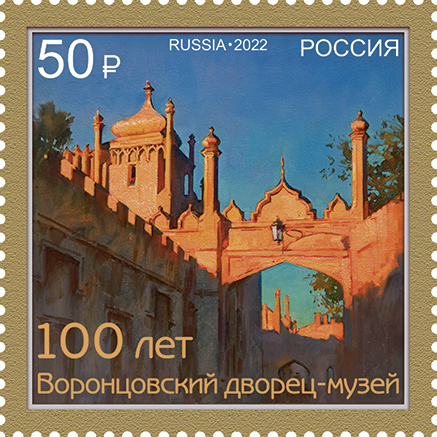
Почтовая марка. 100 лет музею Воронцовского дворца в Алупке.
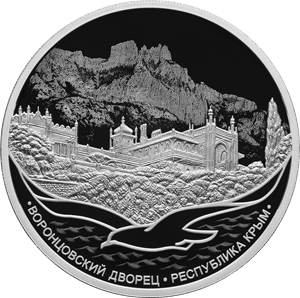
Монета Банка России — Серия: Памятники архитектуры России: Воронцовский дворец, Республика Крым.

## Воронцовские дворцы в других городах
- Воронцовский дворец в Одессе
- Воронцовский дворец в Санкт-Петербурге
- Воронцовский дворец в Тифлисе